# 艾国祥
艾国祥（1938年2月17日—），男，湖南益阳人，中国天体物理学家，中国科学院院士。现为北大教授和北师大兼职教授，现任中国航天高技术领域专家委员会委员，中科院天文学科组专家，国际天文协会第10委员会主席。目前主持中国国家基金委员会和中国科学院两个重大项目及一个特别支持项目,并主持空间太阳望远镜的预研制。

## 生平
艾国祥1954年至1957年于中学时期曾长沙明德中学，1963年北京大学地球物理系天体物理专业毕业，同年进入北京天文台工作。历任北京天文台副研究员、研究员、博士生导师。1993年当选为中国科学院院士，北京怀柔太阳观测站首席科学家，中国国家航天高技术领域专家委员会委员，中国科学院天文学科组专家，國際天文聯會第10专业委员会主席，中美太阳磁场联测和中日太阳物理合作项目中方首席科学家。

## 学术贡献
艾国祥长期从事太阳物理学及相关仪器的研究，涉及的领域包括太阳物理、天体天体物理和空间天文。独立发明并主持研制的太阳磁场望远镜, 获1987年中科院和1988年国家科技进步一等奖，其研究成果于1994年被评为中科院自然科学奖一等奖。他主持建立的怀柔太阳物理站，装备有太阳多通道望远镜，被誉为“世界最重要的太阳物理天文台之一”和“地基最完整的太阳物理天文台”；发表SCI论文160余篇。

## 奖项和荣誉
1990年获中国有突出贡献中青年专家称号，1996年荣获何梁何利基金科学与技术进步奖，1997~2000年国际天文学联合会第10（太阳活动）委员会主席，2002年当选为第三世界科学院院士。2001年6月，中国科学技术协会第六次全国代表大会召开，并选举其出任第六届全国委员会常务委员。